# Železniško postajališče Ljubljana Brinje
Železniško postajališče Ljubljana Brinje je železniško postajališče v Ljubljani, ki je priročno za dostop do mestnih predelov Brinje in Bežigrad ter do industrijske cone ob kamniški progi. 
Postajališče ni najbolje urejeno in se sestoji iz enega netlakovanega perona na vzhodni strani proge. Peron je dostopen z Vodovodne ceste.